# Jan Karol Czartoryski
Jan Karol Czartoryski (ur. ok. 1626 roku – zm. 24 stycznia 1680 roku) – marszałek sejmu nadzwyczajnego w Warszawie w 1668 roku, podkomorzy krakowski, starosta krzemieniecki, wielicki, śniatyński, lanckoroński, puński, marcinkowski.

## Życiorys
Był trzecim synem Mikołaja wojewody wołyńskiego i księżniczki Izabelli Koreckiej. Był właścicielem wielu starostw: śniatyńskiego, lanckorońskiego (1676-1694), markowskiego, puńskiego, bocheńskiego i wielickiego. W roku 1656 został starostą żywieckim i wtedy w czasie potopu szwedzkiego czynnie brał udział w powstaniu przeciwko Szwedom. Już wtedy był żonaty z Anną Zebrzydowską, starszą córką Michała miecznika koronnego.
Poseł sejmiku proszowickiego na sejm 1655, 1662, 1665, 1666 (II), 1667, na sejm nadzwyczajny 1668 roku i sejm abdykacyjny 1668 roku.  24 stycznia 1668 został obrany marszałkiem sejmu, chociaż król był za łużyckim podkomorzym drohickim, i był nim do 7 marca 1668.
Na sejmie abdykacyjnym jako poseł województwa krakowskiego 16 września 1668 roku podpisał akt potwierdzający abdykację Jana II Kazimierza Wazy. Poseł na sejm konwokacyjny 1668 roku z województwa krakowskiego. 1669 roku był elektorem Michała Korybuta Wiśniowieckiego z województwa krakowskiego. Poseł na sejm nadzwyczajny 1670 roku z województwa krakowskiego. Był członkiem konfederacji generalnej zawiązanej 15 stycznia 1674 roku na sejmie konwokacyjnym. Elektor Jana III Sobieskiego z województwa krakowskiego w 1674 roku. Poseł sejmiku proszowickiego województwa krakowskiego na sejm koronacyjny 1676 roku.
W 3 marca 1668 umarła mu żona. W maju ożenił się po raz drugi z wdową po hetmanie Gosiewskim, Magdaleną Konopacką, kasztelanką elbląską. Z pierwszą żoną miał córkę Teklę wydana za Jerzego Krasickiego stolnika przemyskiego oraz trzech synów Kazimierza Mikołaja, Samuela Jana i Michała. Z drugą miał Helenę Konstancję Deodatę i synów Antoniego Dominika starostę lanckorońskiego i Józefa